# Реймонд Дамадян
Реймонд Вахан Дамадян, (на английски: Raymond Vahan Damadian), роден на 16 март 1936 г. в Ню Йорк е американски лекар от арменски произход Той е съоткривател на Магнитно-резонансната томография (наричана тогава също и ядрено-магнитен резонанс) представляващ метод в медицината, с помощта на който може да се диагностира рак в тялото на човека.

## Биография
Дамадян е роден в арменско семейство в Ню Йорк. През 1956г получава бакалавърска степен по математика в Уисконсинския университет, а по-късно през 1960 г. степен доктор M.D./Ph.D в колежа по медицина Алберт Анщайн на английски: Albert Einstein College of Medicine. През ранните си години се занимава с изкуство като свири на цигулка. От 1978 е президент на основаната от него фирма FONAR, която е производител на уреди за Магнитно-резонансна томография.

## Научни изследвания
Дамадян твърди, че през 1971 г. е открил, че има различия в релаксационните времена при здрава и болна тъкан при човека. Други учени не успяват да повторят неговите резултати вкл. използвайки и същата апаратура. Освен това той развива концепцията за сканиране на цялото човешко тяло. Неговото откритие, за което той получава патент през 1974 г., се отнася за разпознаване на раково заболяване без получане на образ и е изместено по-късно от други методи.

## Награди и признание
- През 1988 г. получава Национален медал в областта на технологиите и иновациите (на английски: National Medal of Technology and Innovation, който до 2007 г. се е нарича National Medal of Technology.
- През 1989 г. е приет в Националната зала на славата на изобретателите (САЩ) (на английски: National Inventors Hall of Fame), като е изложен първият оригинален скенер „за цялото тяло“
- През 2001 г. получава наградата на Масачузетски технологичен институт: на английски: Lemelson–MIT Prize за изобретяването на скенера.[2]

## Нобелов скандал
През 2003 г. учените Пол Лотърбър и Питър Мансфийлд получават Нобелова награда за физиология или медицина за развитието на Магнитно-резонансната томография. Реймонд Дамадян не е вклчен в тази награда, въпреки че правилата позволяват включването на трети човек. Една от причините е, че няма единно становище сред учените за приноса му. Има мнения, че причина за това е принадлежността на Дамадиян към младокреационистите т.е към теорията, че Земята е създадена преди около 7000 години.